# Palicourea lachnantha
Palicourea lachnantha är en måreväxtart som beskrevs av Paul Carpenter Standley. Palicourea lachnantha ingår i släktet Palicourea och familjen måreväxter. Inga underarter finns listade i Catalogue of Life.